# How to Make it in America
How to Make it in America is een comedyserie van de Amerikaanse betaalzender HBO, voor het eerst uitgezonden op 14 februari 2010. De serie volgt het leven van Ben Epstein (Bryan Greenberg) en Cam Calderon (Victor Rasuk) die het proberen te maken in de New Yorkse modescene. Na het tweede seizoen kondigde HBO aan de serie geen vervolg te zullen geven. De serie werd pas twee jaar later in Nederland bij HBO uitgezonden.

## Plot
Boezemvrienden Ben Epstein Bryan Greenberg en Cam Calderon Victor Rasuk uit Brooklyn jagen hun American Dream na. Steeds weer zijn ze op zoek naar het product waarmee ze helemaal doorbreken in de Big Apple. Hun handeltje in skateboardspullen is mislukt en nu moeten de ontstane schulden afbetalen met hun volgende plan: Energiedrankjes. Of is de modewereld hun redding?